# Ievguenia Artamonova
Pour les articles homonymes, voir Artamonova.
Ievguenia Artamonova-Estes (en russe : Евге́ния Ви́кторовна Артамонова Э́стес) est une ancienne joueuse russe de volley-ball née le 17 juillet 1975 à Iekaterinbourg (Oblast de Sverdlovsk). Elle mesure 1,91 m et jouait au poste de réceptionneuse-attaquante. Elle a totalisé 464 sélections en équipe de Russie.

## Clubs
| Club                       | De        | À         |
| -------------------------- | --------- | --------- |
| Ouralotchka Iekaterinbourg | 1991-1992 | 1994-1995 |
| Okisu Toyobo               | 1995-1996 | 1998-1999 |
| Eczacıbaşı İstanbul        | 1999-2000 | 1999-2000 |
| Virtus Reggio Calabria     | 2000-2001 | 2000-2001 |
| Ouralotchka NTMK           | 2001-2002 | 2002-2003 |
| Takefuji Bamboo            | 2002-2003 | 2003-2004 |
| VBC Voléro Zurich          | 2004-2005 | 2005-2006 |
| Ouralotchka NTMK           | 2007-2008 | 2012-2012 |

## Palmarès

### Équipe nationale
- Jeux olympiques
  -  1992 à Barcelone
  -  2000 à Sydney
  -  2004 à Athènes
- Championnat d'Europe (3)
  - Vainqueur : 1993, 1997, 1999, 2001.
- Grand Prix mondial (3)
  - Vainqueur : 1997, 1999, 2002.
  - Finaliste : 1998, 2000, 2003.
- Coupe du monde
  - Finaliste : 1999.
- World Grand Champions Cup (1)
  - Vainqueur : 1997.
  - Finaliste : 2001.

### Clubs
- Ligue des champions (2)
  - Vainqueur : 1994, 1995.
  - Finaliste : 2001.
- Championnat de Russie (9)
  - Vainqueur : 1992, 1993, 1994, 1995, 1996, 1998, 1999, 2002, 2003.
- Championnat du Japon
  - Vainqueur : 1999.
  - Finaliste : 1997.
- Championnat de Turquie
  - Vainqueur : 2000.
- Coupe de Turquie
  - Vainqueur : 2000.
- Coupe d'Italie
  - Vainqueur : 2001.
- Supercoupe d'Italie
  - Vainqueur : 2000.
- Championnat de Suisse (2)
  - Vainqueur : 2005, 2006.

### Distinctions individuelles
- World Grand Champions Cup féminine 1993: Meilleure serveuse et meilleure marqueuse.
- World Grand Champions Cup féminine 1997 : Meilleure marqueuse et MVP.
- Championnat d'Europe de volley-ball féminin 1999 : MVP
- Grand Prix Mondial de volley-ball 2002 : MVP.